# Квашина, Марко
Марко Квашина (нем. Marko Kvasina; род. 20 декабря 1996, Линц) — австрийский футболист хорватского происхождения, нападающий чешского клуба «Словацко».

## Клубная карьера
Квашина — воспитанник клуба венской «Аустрии». 22 ноября 2014 года в матче против «Адмиры» он дебютировал в австрийской Бундеслиге. 13 декабря в поединке против «Грёдига» Марко забил свой первый гол за «Аустрию».
В июле 2017 года Марко перешёл в нидерландский «Твенте», подписав с клубом контракт на четыре года. 13 августа в матче против «Фейеноорда» он дебютировал в Эредивизи.
Летом 2018 года Квашина вернулся в Австрию, став игроком «Маттерсбурга». 28 июля в матче против «Альтаха» он дебютировал за новую команду. В этом же поединке Марко забил свой первый гол за «Маттерсбург». Летом 2020 года Квашина перешёл в бельгийский «Остенде». 10 августа в матче против «Беерсхот» он дебютировал в Жюпиле лиге. 12 января 2021 года в поединке против «Эйпена» Марко забил свой первый гол за «Остенде». В начале 2022 года Квашина на правах аренды перешёл в швейцарский «Люцерн». 20 февраля в матче против «Серветта» он дебютировал в швейцарской Суперлиге. В этом же поединке Марко забил свой первый гол за «Люцерн».
Летом 2022 года Квашина перешёл в турецкий «Гёзтепе». 18 сентября в матче против «Алтынорду» он дебютировал в Первой лиге Турции. 29 октября в поединке против «Денизлиспор» Марко забил свой первый гол за «Гёзтепе». 

## Международная карьера
В 2015 году Квашина в составе юношеской сборной Австрии принял участие в юношеском чемпионате Европы в Греции. На турнире он сыграл в матчах против команд Украины, Греции, Франции. В поединке против украинцев Марко сделал «дубль».
В 2019 году в составе молодёжной сборной Австрии Квашина принял участие в молодёжном чемпионате Европы в Италии. На турнире он сыграл в матче против команды Дании.